# Love2.5d
『#love2.5d』は、「TSUTAYA」が運営する定額制動画配信サービス『TSUTAYA TV』のドキュメンタリー番組である。

## 概要
漫画・ゲーム・アニメなど2次元の原作を舞台化した2.5次元作品。
その2.5次元作品に出演する2.5次元俳優の1日に密着し、仕事からプライベートまで普段なかなか見られない部分を掘り下げていく番組。
1話（1人）につき前編、後編をもうけ2週連続で配信。1話15分程度。月に1人ずつ。
SVOD／TVOD／EST TSUTAYA プレミアム・TSUTAYA TV 6ヶ月独占配信（配信期間2年間）

## 出演者
第1話 宮崎湧

## 主題歌
エンディングテーマ
- ヒカリ（木村結香）

## 番組内容
- 2.5次元作品に出演する俳優達の仕事の様子を撮影
- プライベートな事にも踏み込んだインタビュー

## スタッフ
- 構成：荒井靖裕
- CAM：磯光明
- 音声：宮田翔太
- 編集：土屋敏臣 大黒優人
- MA：河合俊治
- 技術協力：テックサービス メディアシティ
- キャスティング：伊藤大征
- AD：阿部渚 越間陽貴
- AP：藤野真由奈
- ディレクター：松浦洋介
- プロデューサー：増田厚志 高木征太郎
- エグゼクティブプロデューサー：根本浩史
- 企画・進行：宮田武雄 飯野舞保
- 制作協力：カルチュア・コンビニエンス・クラブ（株）
- 制作：東京コンテンツラボ
- 製作著作：2021「#love2.5d」実行委員会